# Anthelephila schuelei
Anthelephila schuelei is een keversoort uit de familie snoerhalskevers (Anthicidae). De wetenschappelijke naam van de soort is voor het eerst geldig gepubliceerd in 1994 door Uhmann.